# Список втрат радянських вертольотів в Афганській війні
Згідно із загальноприйнятими даними, під час Афганської війни 1979—1989 рр. радянська авіація втратила 332 або 333 вертольоти . Ці цифри належать до ВПС 40-ї Армії і не включають втрати авіації прикордонних військ та Середньоазіатського військового округу. Якщо врахувати, що авіація прикордонних військ втратила 62 гелікоптера, то загальні втрати радянських гелікоптерів досягають 400 одиниць.
Даний список складений за матеріалами відкритих джерел і не є повним. У ньому перераховані 304 втрат. Таким чином, його повнота становить приблизно до 75 %. Ряд описаних в джерелах втрат не включені в нього, оскільки в цих випадках не можна визначити, чи була втрата безповоротною. Для порівняння: всього по 40-й Армії втрачено 174 Мі-8, 28 Мі-6, 127 Мі-24, 4 Мі-9/Мі-10, інформації про втрати гелікоптерів прикордонних військ за типами немає.

## 1980
- 9 січня — Мі-8Т підбитий вогнем ДШК, здійснив вимушену посадку в районі Ішкашим та втрачений. Екіпаж врятовано.[5]
- 13 лютого — Мі-24В збитий кулеметним вогнем у районі Джелалабада. Загинули обидва члени екіпажу та військовий радник, що знаходився на борту.[5]
- 16 лютого — Мі-6А розбився в районі Саланг через недостатню тягу двигунів. 4 члени екіпажу загинули, 3 вижили.[5]
- 23 лютого — Мі-8Т збитий при висадці десанту в ущелині Дара-сабза, загинув 1 десантник.[5]
- 24 березня — Мі-8Т розбився в районі Асадабада через помилку пілота. Загинули 3 афганця і 1 радянський військовослужбовець.[5]
- 30 березня — Мі-8Т підбитий вогнем ДШК в районі Файзабад та вибухнув після посадки, екіпаж вижив.[5]
- 8 квітня — два Мі-24Д підбито вогнем стрілецької зброї, здійснили вимушену посадку в районі Сангліч та спалені екіпажем.[5]
- 9 квітня — Мі-8Т розбився на зльоті в Кандагарі. Загинули 8 радянських і 1 афганський військовослужбовці.[5]
- 11 квітня — Мі-6 збитий в районі Шинданда, 5 членів екіпажу загинули.[5]
- 23 квітня — Мі-24 розбився в районі Гардеза при атаці цілі. Екіпаж вижив, машина спалена.[5]
- 24 квітня — Мі-24Д збитий вогнем ДШК в районі Газні. 2 члени екіпажу загинули, 1 вижив.[5]
- 7 травня — Мі-24Д підбитий вогнем ДШК і здійснив вимушену посадку в районі перевалу Унай, після чого вибухнув. Екіпаж вижив.[5]
- 29 травня — Мі-8Т підбитий вогнем стрілецької зброї, розбився і вибухнув в районі Ассадабад. Екіпаж вижив.[5]
- 12 червня — Мі-8Т збитий ДШК в районі Газні, 3 члени екіпажу загинули.[5]
- 15 червня — Мі-6 підбитий вогнем ДШК в районі Зарандж та згорів після посадки. Екіпаж вижив.[5]
- 1 липня — Мі-24 підбитий в районі Баміана, здійснив вимушену посадку та втрачений. Екіпаж вижив.[5]
- 5 липня — Мі-24В збитий в районі Баграмі, 3 члени екіпажу загинули.[5]
- 20 липня — Мі-10ПП розбився при виконанні вимушеної посадки в районі Пулі-Хумрі після відмови одного двигуна. Екіпаж загинув.[5]
- 20 липня — Мі-8 збитий, імовірно, в провінції Кунар, екіпаж вижив.[5]
- 23 липня — Мі-24 збитий ПЗРК. 2 члени екіпажу загинули при збитті, ще один — в бою з противником на землі.[5]
- 23 липня — Мі-8Т збитий вогнем кулемета або пострілом РПГ в районі Спінахула, загинули 5 осіб.[5]
- 30 липня — Мі-8Т підбитий вогнем ДШК в районі Газні, здійснив вимушену посадку та вибухнув. Екіпаж вижив.[5]
- 2 серпня — Мі-24Д підбитий вогнем ДШК в районі Файзабад, здійснив вимушену посадку та знищений на землі. Екіпаж вижив.[5]
- 17 серпня — Мі-24Д розбився під час обльоту після ремонту в районі Кундуз. 3 члени екіпажу загинули.[5]
- 25 серпня — Мі-24В підбитий вогнем ДШК в районі водосховища Сурубі, здійснив вимушену посадку та вибухнув. 3 члени екіпажу загинули.[5]
- 23 вересня — Мі-6 згорів на аеродромі Кандагар після вибуху НУРС.[6]
- 6 жовтня — Мі-8Т підбитий та згорів в районі Пулі-Хумрі. 1 член екіпажу загинув, 2 померли згодом від отриманих опіків.[5]
- 18 жовтня — Мі-24В пошкоджений вогнем стрілецької зброї в районі Кундагаль та розбився при спробі здійснити вимушену посадку. 3 члени екіпажу загинули.[5]
- 12 грудня — Мі-24Д збитий вогнем ДШК в районі Газні. 2 члени екіпажу загинули, 1 вижив.[5]
- 12 грудня — Мі-24В підбитий вогнем ДШК, здійснив вимушену посадку та згорів. Екіпаж вижив.[5]

Крім того, відомо про втрату чотирьох Мі-8Т без уточнення дат.

## 1981
- 16 лютого — Мі-8Т впав і згорів в Кандагарі, екіпаж вижив.[7][8]
- 13 березня — Мі-8 розбився через відрив хвостового гвинта. Екіпаж вижив.[9][10]
- 1 квітня — Мі-8Т збитий ПЗРК «Айн Сакр» в районі Чарикар, екіпаж вижив.[7]
- 17 квітня — Мі-24В збитий в провінції Нангархар. 3 члени екіпажу загинули.[7]
- 21 квітня - Мы-24 (?) збитий в районы Кушки. [11]
- 24 липня — Мі-8МТ збитий в районі Чарикар. Загинули 4 члени екіпажу і 5 афганців, 1 член екіпажу вижив.[7]
- 26 липня — Мі-8Т був уражений осколками авіабомб, скинутих ведучим у районі Чарикар, здійснив вимушену посадку та спалений. Екіпаж вижив.[7][12]
- 25 серпня — Мі-8 підбитий вогнем із землі, здійснив вимушену посадку в районі Бахр і втрачений. Екіпаж вижив.[7]
- 30 серпня — Мі-8 підбитий вогнем із землі та розбився при здійснені вимушеної посадки в районі льодовика Сангліч. Екіпаж вижив.[10]
- 5 вересня — Мі-8Т збитий вогнем ДШК в провінції Фарах. Загинули 4 радянських військовослужбовців (включаючи генерал-майора Хахалова) і 2 афганця.[7]
- 10 жовтня — Мі-8МТ збитий вогнем ДШК в районі Куллен-Топчи. Загинули 4 військовослужбовців, 1 вижив.[7]
- 17 жовтня — Мі-8Т підбитий вогнем ДШК і вибухнув після посадки в Куфабській ущелині. 1 член екіпажу загинув.[7]
- 28 жовтня — два Мі-24Д втрачені в районі Ханабад. Один збитий вогнем великокаліберних кулеметів (3 члени екіпажу загинули), другий підбитий та втрачений після вимушеної посадки (екіпаж вижив).[7]
- 2 листопада — Мі-8Т потрапив під обстріл в районі Асадабада, здійснив вимушену посадку та спалений. Екіпаж вижив.[7]
- 7 листопада — Мі-8МТ збитий вогнем стрілецької зброї. Екіпаж вижив.[7]
- 13 листопада — Мі-8Т збитий вогнем із землі. 3 члени екіпажу загинули.[7]
- 18 листопада — Мі-8МТ збитий ДШК в районі Тангчіхула. 3 члени екіпажу і 1 пасажир загинули.[7]

## 1982
- 10 січня — Мі-8Т збитий на південний схід від Кандагара. 3 члени екіпажу і, як мінімум, один пасажир загинули.[13]
- 15 січня — Мі-24Д зіткнувся з горою в районі Меймене. 3 члени екіпажу загинули.[13]
- 15 січня — два Мі-8Т розбилися при висадці десанту в провінції Дарзаб, загинули 2 військовослужбовців.[13]
- 24 січня — Мі-8Т збитий або зіткнувся з горою. 4 військовослужбовців загинули.[13]
- 5 лютого — Мі-8 підбитий вогнем стрілецької зброї в районі Нанабада та розбився при здійсненні вимушеної посадки. Екіпаж вижив.[10]
- 11 лютого — Мі-6 підірвався на міні після посадки в Лашкаргах та згорів. 1 військовослужбовець загинув.[13]
- 10 березня — Мі-8МТ збитий вогнем ДШК в провінції Фаріаб. 3 члени екіпажу загинули.[13]
- 5 квітня — два Мі-8Т втрачені під час випадкової висадки радянського десанту на території Ірану. Пошкоджені при нальоті іранських винищувачів F-4 і знищені екіпажами.[13]
- 6 квітня — Мі-6 підбитий вогнем ДШК в районі Лашкаргах, здійснив вимушену посадку та знищений на землі. Екіпаж вижив.[13]
- 2 травня — Мі-8ТВ підбитий вогнем стрілецької зброї в районі Кайсар, здійснив вимушену посадку та вибухнув. Екіпаж вижив.[10][14]
- 17 травня — два Мі-8МТ збиті вогнем ЗДУ при висадці десанту в Панджшерській ущелини, загинули 12 чоловік.[13]
- 27 травня — Мі-24Д підбитий вогнем стрілецької зброї та розбився в Панджшерській ущелині. 3 члени екіпажу загинули.[13]
- 13 червня — Мі-8Т збитий вогнем із землі в районі Тагаз. 3 члени екіпажу загинули.[13]
- 9 липня — Мі-8 розбився в районі Чахі-Аб. 1 член екіпажу і 1 пасажир загинули, 3 члени екіпажу померли пізніше від опіків.[13]. За іншими даними цей випадок стався 10 липня[15].[16]
- 6 серпня — Мі-24 підбитий вогнем ДШК, здійснив вимушену посадку в районі Імам-Сахіб та втрачений. Екіпаж вижив.[13]
- 23 серпня — Мі-6 збитий ПЗРК. 2 члени екіпажу загинули.[13]
- 11 вересня — Мі-24 збитий вогнем стрілецької зброї 7,62 мм в районі Гардеза. 1 член екіпажу загинув, 1 помер пізніше.[13]
- 20 вересня — Мі-8МТ зіткнувся з горою в районі Герата. 4 члени екіпажу загинули.[13]
- 23 вересня — Мі-8МТ впав з посадкового майданчика в гірській місцевості в Панджшерській ущелині. 1 член екіпажу загинув.[13]
- 7 жовтня — Мі-24Д збитий вогнем ЗДУ в районі Газні. 3 члени екіпажу загинули.[13]
- 11 жовтня — Мі-24 збитий вогнем ДШК в районі Чарикар. 3 члени екіпажу загинули.[13]
- 12 жовтня — Мі-8МТ підбитий вогнем ДШК і вибухнув після вимушеної посадки, 1 пасажир загинув.[13]
- 16 жовтня — Мі-24 розбився при здійснені вимушеної посадки. Екіпаж вижив.[17]
- 30 жовтня — Мі-8Т збитий вогнем ДШК. 3 члени екіпажу загинули.[13]

## 1983
- 4 січня — Мі-8 збитий в районі Ташкурган. 3 члени екіпажу загинули.[18]
- 24 січня - Мі-8 збитий в районі Сайфутдін. 10 осіб загинуло.[19]
- 21 лютого - Мі-8 збитий в районі 12 погранзастави. 4 особи загинуло.[19]
- 5 червня — Мі-24 збитий ДШК в Баграмі. 3 члени екіпажу загинули.[18]
- 7 червня — Мі-6 підбитий вогнем із землі, здійснив вимушену посадку в районі Лашкаргах та згорів. Екіпаж вижив.[18]
- 17 червня — Мі-24 розбився під час нічного тренувального вильоту в районі Кандагара. 3 члени екіпажу загинули.[18]
- 19 липня — Мі-8МТ збитий на зльоті в районі Газні. 1 член екіпажу загинув, 2 померли пізніше від поранень.[18]
- 23 липня — Мі-8МТ збитий пострілом з гранатомета. 3 члени екіпажу загинули.[18]
- 24 липня — Мі-8МТ збитий ПЗРК. Загинули 3 члени екіпажу і 3 пасажири.[18]
- 7 серпня — Мі-8Т збитий вогнем із землі в районі Кундуз. 3 члени екіпажу загинули.[18]
- 9 вересня — Мі-8Т розбився при посадці з бойовими ушкодженнями у провінції Бадахшан. 2 члени екіпажу загинули, 1 вижив.[18]
- 16 вересня — Мі-6 згорів на аеродромі Шинданд при зіткненні з ним транспортного літака Ан-12.[20]
- вересень — Мі-24 впав при зльоті з перевищенням злітної маси і згорів. Екіпаж вижив.[18]
- 3 жовтня — Мі-24 збитий вогнем ЗДУ в районі Баграм. 3 військовослужбовців загинули, 1 вижив.[18]
- 5 жовтня — Мі-8 підбитий при висадці десанту в Куфабській ущелині, здійснив вимушену посадку та вибухнув. Екіпаж вижив.[10]
- 18 жовтня — Мі-8 збитий вогнем ДШК. 3 члени екіпажу загинули.[18]
- 23 жовтня — Мі-24 втрачений під час нічного вильоту в районі Акчі-Шіберган, імовірно збитий. 3 члени екіпажу загинули.[18] За іншими даними загинуло 4.[19]
- 25 жовтня — Мі-8 збитий вогнем ДШК під час нічного тренувального вильоту. 4 військовослужбовців загинули.[18]
- 15 листопада — Мі-6 розбився з технічної причини при посадці в Кундуз. 4 члени екіпажу загинули, ще 4 особи вижили.[18]
- 24 грудня — Мі-8ВКП збитий вогнем із землі в Баграмі. 2 члени екіпажу загинули, 1 вижив.[18]

## 1984
- 1 січня — Мі-8 розбився з невідомої причини в районі Окузбулак. 3 члени екіпажу загинули.[21]
- 6 березня — Мі-24 збитий імовірно в районі Санги-Дзудзан. 1 член екіпажу загинув.[21]
- 2 квітня — Мі-8 зіткнувся з горою в районі Лашкаргах. Загинули 3 члени екіпажу і 12 пасажирів.[21]
- 9 травня — Мі-24 отримав бойові пошкодження при супроводі колони, здійснив вимушену посадку та вибухнув. Екіпаж вижив.[21]
- 12 травня — Мі-8МТ зіткнувся з афганським винищувачем МіГ-21 на аеродромі Баграм та згорів. Екіпаж вижив.[21]
- 31 травня — Мі-24 підбитий та втрачений після вимушеної посадки в районі Сарий-Джуй. 4 члени екіпажу вижили.[21]
- 5 червня — Мі-24 збитий в районі Пішгор. 3 члени екіпажу загинули.[21]
- 6 червня — Мі-24 втрачений внаслідок детонації боєкомплекту, ймовірно через ураження вогнем із землі. 3 члени екіпажу загинули, 1 вижив.[21]
- 23 червня — Мі-8МТ підбитий зенітним снарядом в районі Саланг, здійснив вимушену посадку та втрачений. 2 члени екіпажу загинули, 1 член екіпажу та пасажири, що перебували на борту,  вижили.[21]
- 2 липня — Мі-8 збитий вогнем із землі. 1 член екіпажу загинув.[21]
- 3 липня — Мі-24 уражений пострілом з РПГ-7 та розбився при здійснені вимушеної посадки. 1 член екіпажу загинув, 1 вижив.[21]
- 6 липня — Мі-6 збитий ПЗРК. Загинули весь екіпаж і 26 пасажирів.[21]
- 11 липня — Мі-6 підбитий ПЗРК, здійснив вимушену посадку та згорів. Екіпаж вижив.[21]
- 14 липня — Мі-6 збитий ПЗРК в районі Баграмі. 12 людей загинули, 2 члени екіпажу вижили.[21]
- 25 липня — Мі-24 підбитий вогнем ДШК і розбився при здійснені вимушеної посадки. 1 член екіпажу загинув, 1 помер від ран пізніше, 2 вижили.[10]
- 6 серпня — Мі-8 збитий пострілом з РПГ в районі Талукан. 3 члени екіпажу загинули.[21]
- 23 серпня — Мі-24 підбитий вогнем із землі та розбився при здійснені вимушеної посадки. 3 члени екіпажу загинули.[21]
- серпень — Мі-24 підбитий ПЗРК в районі Кандагара, здійснив вимушену посадку та втрачений. Екіпаж вижив.[21]
- 27 серпня — Мі-8МТ збитий вогнем ДШК при висадці десанту. 3 члени екіпажу і 4 пасажири загинули, 2 пасажири вижили.[21]
- 4 вересня — Мі-24В втрачений в Панджшерській ущелині. Екіпаж вижив.[21]
- 19 вересня — Мі-8МТ збитий вогнем ДШК в районі озера Сурубі. 3 члени екіпажу і 10 пасажирів загинули.[21]
- 23 вересня — Мі-8МТ збитий вогнем ДШК в провінції Бараки. 3 члени екіпажу загинули.[21]
- 25 вересня — Мі-8МТ підбитий вогнем стрілецької зброї та розбився при здійснені вимушеної посадки в районі Гардез. 1 член екіпажу загинув.[21]
- 10 жовтня — Мі-8МТ звалився в штопор на зльоті в Баракі, імовірно, внаслідок вогневого впливу із землі. 1 член екіпажу і 1 пасажир загинули, 2 члени екіпажу вижили.[21]
- 14 жовтня — Мі-6 збитий ПЗРК в районі Кабула. 2 члени екіпажу загинули, 3 члени екіпажу вижили.[21]
- 16 жовтня — Мі-8МТ збитий вогнем стрілецької зброї при висадці десанту в провінції Баглан. 3 члени екіпажу і всі пасажири загинули.[21]
- 18 жовтня — Мі-8 збитий вогнем із землі. 4 члени екіпажу загинули.[21]
- 28 жовтня — Мі-24В збитий вогнем стрілецької зброї в районі Баграм. 3 члени екіпажу загинули.[21]
- 8 листопада — Мі-24В підбитий при польоті на великій висоті в районі Кандагар та розбився, намагаючись виконати вимушену посадку. 3 члени екіпажу померли від отриманих травм.[21]
- 19 листопада — Мі-8МТ підбитий вогнем ДШК в районі Чорної гори і розбився при спробі здійснити вимушену посадку. 3 члени екіпажу загинули.[21]
- 19 листопада — Мі-8МТ підбитий вогнем ДШК в районі Чорної гори, здійснив вимушену посадку та втрачений. Екіпаж вижив.[21]
- 19 листопада — Мі-8МТ підбитий вогнем ДШК в районі Чорної гори, здійснив вимушену посадку та втрачений. 1 член екіпажу загинув.[21]
- 27 листопада — Мі-24В збитий вогнем ДШК в районі Баракі. 1 член екіпажу загинув, 2 члени екіпажу вижили.[21]
- 1 грудня — Мі-24В збитий в районі Кабула. 1 член екіпажу загинув, 2 члени екіпажу вижили.[21]* 10 жовтня — Мі-8МТ звалився в штопор на зльоті в Баракі, імовірно, внаслідок вогневого впливу із землі. 1 член екіпажу і 1 пасажир загинули, 2 члени екіпажу вижили.[21]
- 14 жовтня — Мі-6 збитий ПЗРК в районі Кабула. 2 члени екіпажу загинули, 3 члени екіпажу вижили.[21]
- 16 жовтня — Мі-8МТ збитий вогнем стрілецької зброї при висадці десанту в провінції Баглан. 3 члени екіпажу і всі пасажири загинули.[21]
- 18 жовтня — Мі-8 збитий вогнем із землі. 4 члени екіпажу загинули.[21]
- 28 жовтня — Мі-24В збитий вогнем стрілецької зброї в районі Баграм. 3 члени екіпажу загинули.[21]
- 8 листопада — Мі-24В підбитий при польоті на великій висоті в районі Кандагар та розбився, намагаючись виконати вимушену посадку. 3 члени екіпажу померли від отриманих травм.[21]
- 19 листопада — Мі-8МТ підбитий вогнем ДШК в районі Чорної гори і розбився при спробі здійснити вимушену посадку. 3 члени екіпажу загинули.[21]
- 19 листопада — Мі-8МТ підбитий вогнем ДШК в районі Чорної гори, здійснив вимушену посадку та втрачений. Екіпаж вижив.[21]
- 19 листопада — Мі-8МТ підбитий вогнем ДШК в районі Чорної гори, здійснив вимушену посадку та втрачений. 1 член екіпажу загинув.[21]
- 27 листопада — Мі-24В збитий вогнем ДШК в районі Баракі. 1 член екіпажу загинув, 2 члени екіпажу вижили.[21]
- 1 грудня — Мі-24В збитий в районі Кабула. 1 член екіпажу загинув, 2 члени екіпажу вижили.[21]

## 1985
- 29 січня — Мі-8Т збитий вогнем ЗДУ-1. 3 члени екіпажу загинули.[22]
- 2 березня — Мі-8МТ збитий ПЗРК «Айн Сакр». 1 член екіпажу загинув, 2 члени екіпажу вижили.[22]
- 14 березня — Мі-6 втрачений на аеродромі Пулі-Хумрі внаслідок зіткнення з ним афганського Су-22. Екіпаж загинув.[22]
- 20 березня — Мі-8МТ збитий зенітним снарядом на великій висоті в районі Рабат. Загинули 12 людей.[22]
- 24 березня — Мі-24 збитий супротивником. Екіпаж вижив.[22]
- 29 березня — Мі-8 розбився під час зльоту з бойовими ушкодженнями. Екіпаж вижив.[10]
- 27 квітня — Мі-8МТ збитий вогнем стрілецької зброї та РПГ в районі Лашкаргах. 3 члени екіпажу і два пасажири загинули.[22]
- квітень — Мі-8МТ підбитий вогнем ДШК в Панджерській ущелині та вибухнув після вимушеної посадки. Екіпаж вижив, 1 пасажир пізніше помер від отриманих поранень.[22]
- 11 травня — Мі-24 збитий вогнем із землі в районі Лашкаргах. Екіпаж вижив.[22]
- 18 травня — Мі-6 підбитий ПЗРК, здійснив вимушену посадку в районі Бахарєв та згорів. Загинули кілька членів екіпажу та невідоме число пасажирів-афганців.[22]
- 20 травня — Мі-24В втрачений в районі Гардеза. 3 члени екіпажу вижили.[22]
- 1 червня — Мі-24В збитий вогнем ДШК в районі Газні. 3 члени екіпажу загинули.[22]
- 18 червня — Мі-24П підбитий вогнем ЗДУ і ДШК в провінції Баміан та розбився при здійснені вимушеної посадки. Екіпаж вижив.[22][23]
- 20 червня — Мі-8МТ перекинувся під час висадки десанту та згорів. Екіпаж та десант вижили.[22][23]
- 21 червня — Мі-8 збитий вогнем ДШК під час пошуково-рятувальної операції. 1 член екіпажу загинув, 2 вижили.[22]
- 22 червня — Мі-8 збитий вогнем ДШК. Екіпаж вижив.[22]
- 23 червня — Мі-8Т збитий вогнем ДШК в районі Баграм. Екіпаж вижив.[22]
- 26 червня — 2[24] Мі-8 підбиті вогнем ДШК в горах Альбурз. Екіпажі вижили.[25][26]
- 27 червня — Мі-8Т збитий в горах Альбурз. 4 члени екіпажу загинули.[22]
- 10 липня — Мі-24Д збитий зенітним вогнем в районі Ішкашим. 3 члени екіпажу загинули.[22]
- 12 липня — Мі-24 здійснив вимушену посадку в Панджшерській ущелині, потрапивши в сильний порив вітру. Екіпаж вижив, вертоліт був знищений через неможливість евакуації.[22][23]
- 16 липня — Мі-24В збитий вогнем ДШК. Екіпаж вижив.[22]
- 17 липня — Мі-8МТ розбився при посадці через попутний вітер та помилки екіпажу. Екіпаж вижив.[22]
- 25 липня — Мі-8МТ збитий ДШК при висадці десанту. 2 члени екіпажу і один пасажир-афганець загинули.[22]
- 16 серпня — Мі-24Д підбитий вогнем із землі та згорів після здійснення вимушеної посадки. Екіпаж вижив.[22]
- 19 серпня — Мі-24Д підбитий вогнем ЗДУ і згорів після вимушеної посадки. Екіпаж вижив.[22]
- 26 серпня — Мі-8МТ перекинувся і згорів через помилки льотчика при зльоті в Шахджой. Екіпаж вижив.[22]
- 31 серпня — Мі-8 зачепився лопатями гвинта за дерево, ухиляючись від вогню противника в провінції Нангархар, і розбився. Загинув 1 пасажир.[22]
- серпень — Мі-6 збитий ПЗРК над ущелиною Балігар. Екіпаж вижив.[22]
- 17 вересня — Мі-6 збитий вогнем із землі. З екіпажу вижив один чоловік.[22]
- 21 вересня — Мі-6 розбився в районі Файзабад через відмову двигуна, екіпаж вижив.[22]
- 21 вересня — Мі-24 збитий в районі аеропорту Кабула, екіпаж вижив.[22]
- 24 вересня — два Мі-24Д були підбиті вогнем із землі (один — ЗДУ, інший — ДШК) на південний захід від Кабула, зробили вимушену посадку та згоріли. Обидва екіпажі вижили.[22][23]
- 3 жовтня — Мі-6 підбитий вогнем ЗДУ в районі Талукан та згорів після вимушеної посадки. Екіпаж вижив.[22]
- 10 жовтня — Мі-8МТ збитий ПЗРК в районі Баграмі. 1 член екіпажу загинув, 2 вижили.[22]
- 12 жовтня — Мі-6А збитий ПЗРК в районі Кабула. 3 члени екіпажу і два пасажири загинули, 3 члени екіпажу вижили.[22]
- 13 жовтня — Мі-8МТ збитий в районі Анава. 1 член екіпажу загинув.[22]
- 18 жовтня — Мі-6 збитий (за іншою версією, технічна несправність) в районі Кабула. Екіпаж вижив, 4 пасажири (3 афганця та радянський військовослужбовець) загинули.[22]
- 18 жовтня - Мі-26 впав з невідомих причин в районі пгт. Московський. 2 члена екіпажу загинули. [27]
- 25 жовтня — Мі-8МТ вибухнув у повітрі в районі Кундуза. Загинули 14 членів екіпажу та пасажирів.[22]
- 1 листопада — Мі-8МТ зачепився гвинтом за дерева при заході на посадку в районі Асадабада та розбився. 1 член екіпажу і 3 пасажири загинули, 2 члени екіпажу вижили.[22][28]
- 7 листопада — Мі-24Д збитий ПЗРК в районі Чорної гори. 1 член екіпажу загинув.[22]
- 12 листопада — Мі-8Т підбитий вогнем ДШК в горах Іслам-Дара та згорів після вимушеної посадки. Екіпаж вижив.[22]
- 15 листопада — Мі-8МТ збитий при висадці десанту біля Чорної гори і згорів. Екіпаж вижив.[22]
- 15 листопада — Мі-24 втрачений через технічну несправність. 1 член екіпажу загинув.[22]
- 23 листопада — два Мі-8МТ підбито вогнем із землі (один — ДШК, інший — стрілецькою зброєю) та згоріли після вимушеної посадки. Обидва екіпажі вижили.[22]
- 24 листопада — Мі-8МТ збитий вогнем ЗДУ. 3 члени екіпажу загинули.[22]
- 6 грудня — Мі-8Т збитий вогнем ДШК в районі Дехревут. 3 члени екіпажу і 13 пасажирів загинули.[22]
- 14 грудня — Мі-24П зіткнувся із землею після того, як командир був засліплений променями сонця. 2 члени екіпажу загинули, 1 вижив.[22]
- 19 грудня — Мі-8МТ підбитий вогнем стрілецької зброї на посадці, перекинувся і згорів. Екіпаж та десант вижили.[22]
- 26 грудня — Мі-8Т здійснив вимушену посадку після відмови маслосистеми, наступного дня розбитий при спробі евакуації його гелікоптером Мі-6.[22]
- 26 грудня — Мі-8МТ підбитий вогнем стрілецької зброї та після вимушеної посадки знищений. Екіпаж вижив.[22]

Крім того, відомо про втрату двох Мі-8 і одного Мі-24 без уточнення дат.
- 1 лютого — Мі-24В збитий ПЗРК «Стріла[ru]» в районі Шахджой. 2 члени екіпажу загинули, 1 вижив.[29]
- 21 лютого — Мі-24В збитий ПЗРК «Айн Сакр» над Кабулом. 1 член екіпажу загинув, 1 вижив.[29]
- 26 лютого — Мі-8 розбився на зльоті в районі Ургун. Екіпаж вижив.[30]
- 28 лютого — Мі-8МТ підпалений вогнем противника (ймовірно, пострілом РПГ) на землі (або при посадці) в районі Іслам-Дара та втрачений. 1 член екіпажу загинув.[29][31]
- 2 березня — Мі-8МТ збитий вогнем противника. 1 член екіпажу загинув.[29]

## 1986
- 13 січня — Мі-24 збитий вогнем ДШК в районі Газні. 3 члени екіпажу загинули.[29]
- 13 січня — Мі-8МТ зіткнувся з землею в районі Газні, потрапивши під обстріл ДШК, і був втрачений. Екіпаж вижив.[29]
- 17 січня — Мі-24 розбився вночі на взльоті з аеродрому Кандагар. 3 члени екіпажу загинули.[29]
- 19 січня — Мі-8МТ розбився в районі Лашкаргах через помилку пілота (за іншою версією, випадковий вибух гранати у одного з пасажирів). 3 члени екіпажу і 6 пасажирів загинули.[29][31]
- 1 лютого — Мі-24В збитий ПЗРК «Стріла» в районі Шахджой. 2 члени екіпажу загинули, 1 вижив.[29]
- 21 лютого — Мі-24В збитий ПЗРК «Айн Сакр» над Кабулом. 1 член екіпажу загинув, 1 вижив.[29]
- 26 лютого — Мі-8 розбився на зльоті в районі Ургун. Екіпаж вижив.[30]
- 28 лютого — Мі-8МТ підпалений вогнем противника (ймовірно, пострілом РПГ) на землі (або при посадці) в районі Іслам-Дара та втрачений. 1 член екіпажу загинув.[29][31]
- 2 березня — Мі-8МТ збитий вогнем противника. 1 член екіпажу загинув.[29]
- 5 березня — Мі-24 збитий ПЗРК «Стріла» в районі Джелалабад. Екіпаж вижив.[29]
- 19 березня — Мі-8МТ підбитий вогнем противника, здійснив вимушену посадку та втрачений. Екіпаж вижив.[29]
- 9 квітня — Мі-8МТ розбився на зльоті в районі Файзабад. Екіпаж вижив.[29]
- 21 квітня — Мі-8МТ збитий ПЗРК в районі Джелалабад. 3 члени екіпажу загинули.[29]
- 2 травня — Мі-24 збитий вогнем противника в Газні. 2 члени екіпажу загинули.[29]
- 23 травня — Мі-6 розбився в районі Кандагара, імовірно через вогонь супротивника. Екіпаж вижив.[29]
- 24 травня — Мі-24 збитий супротивником в районі Гардез. Екіпаж вижив.[29]
- 26 травня — Мі-24 збитий вогнем ДШК. 2 члени екіпажу загинули.[29]
- 31 травня — Мі-24 підбитий вогнем ДШК і розбився при спробі здійснення вимушеної посадки в районі Кабула. 2 члени екіпажу загинули і ще 1 помер пізніше від поранень.[29]
- 3 червня — Мі-24 збитий вогнем ДШК в районі Кабула. Екіпаж загинув.[29]
- 6 червня — Мі-6 збитий вогнем ЗДУ. Екіпаж вижив.[29]
- 9 червня — Мі-24В розбився після потрапляння в піщану хмару. 1 член екіпажу загинув.[29]
- 17 червня — Мі-8МТ підбитий противником при висадці десанту та згорів. 1 член екіпажу загинув.[29]
- 22 червня — Мі-24В зачепився за камені та розбився, спалений на місці. Екіпаж вижив.[29]
- 29 червня — Мі-8 розбився з небойової причини. 1 член екіпажу загинув.[29]
- 12 липня — Мі-6 розбився з невідомої причини, передбачалися враження ПЗРК і диверсія. Екіпаж вижив.[29]
- 15 липня — Мі-24 збитий ДШК. Екіпаж вижив.[29]
- 2 серпня — Мі-8 збитий біля аеродрому Кундуз, доля екіпажу не уточнюється.[29]
- 25 серпня — Мі-8МТ розбився в районі Фарах при посадці вночі. 1 член екіпажу загинув.[29][32][33]
- 25 вересня — Мі-8МТ збитий ПЗРК «Стінгер» в районі Джелалабад. 2 члени екіпажу загинули, 1 вижив.[29]
- 25 вересня — Мі-24 підбитий ПЗРК «Стінгер» в районі Джелалабад та розбився при спробі здійснити вимушену посадку. 1 член екіпажу загинув.[29]
- 7 жовтня — Мі-8 збитий з гвинтівки Лі-Енфілд («бур»), перекинувся при вимушеній посадці та згорів. Екіпаж вижив.[29][34]
- 8 жовтня — Мі-24 розбився в Кабулі через відмову силової установки. 2 члени екіпажу загинули.[29]
- 9 жовтня  — Мі-8МТ підбитий пострілом РПГ і згорів. Екіпаж вижив.[29]
- 16 жовтня — Мі-8МТ збитий вогнем ДШК в районі Фарахруд. 3 члени екіпажу загинули.[29]
- 17 жовтня — Мі-6 збитий ПЗРК. 1 член екіпажу загинув.[29]
- 19 жовтня — Мі-24 збитий. 1 член екіпажу загинув, 1 вижив.[29]
- 19 жовтня — Мі-24 збитий ПЗРК. екіпаж загинув.[29]
- 16 листопада — Мі-8МТ збитий вогнем ДШК в районі Баграмі. Загинули 1 член екіпажу і 2 пасажири, ще 1 член екіпажу помер пізніше.[29]
- 29 листопада — два Мі-24 вражені ПЗРК «Стінгер» в районі Джелалабада; один збитий (екіпаж загинув), інший згорів після вимушеної посадки (екіпаж вижив).[29]
- грудень — Мі-8МТ розбився в районі Гардез. Екіпаж вижив.[29]

## 1987
- 10 січня — Мі-8МТ уражений пострілом РПГ при евакуації розвідгрупи. Екіпаж вижив, не менше 3 пасажирів загинуло.[35][32][36]
- 12 січня — Мі-24 збитий ПЗРК в районі Джелалабад. 1 член екіпажу загинув, 2 вижили.[35]
- 14 січня — Мі-8МТ збитий ПЗРК в районі озера Сурубі. Загинули 3 або 4 пасажири.[35][37]
- 27 лютого — Мі-24 збитий ПЗРК вночі в районі Газні. 2 члени екіпажу загинули.[35]
- Лютий — Мі-6 розбився в Кандагарі, екіпаж вижив; вертоліт визнаний ремонтопригодним, проте не ремонтувався і розібраний на запчастини.[35]
- 4 березня — два Мі-8МТ зіткнулися в повітрі, здійснюючи пошук збитого афганського льотчика в районі Баграмі. Обидва екіпажу загинули.[35]
- 6 березня — два Мі-24 зіткнулися зі схилом гори в районі Газні. Один вертоліт згорів, інший не підлягав ремонту. Екіпажі вижили.[35][37]
- 10 березня — Мі-8 підбитий пострілом РПГ в районі Альчина та згорів. Екіпаж вижив.[38][39]
- 23 березня — Мі-6 розбився під час нічної посадки в Шахджой. 3 члени екіпажу загинули, 2 вижили.[35]
- 4 квітня — Мі-24 пошкоджений вибухом власної авіабомби та втрачений після вимушеної посадки. 1 член екіпажу загинув, 1 вижив.[35]
- 15 квітня — Мі-8МТ збитий ПЗРК в районі Кабула. 3 члени екіпажу загинули.[35]
- 20 квітня — Мі-24 підбитий вогнем противника та розбився при вимушеній посадці (за іншою версією, зіткнувся зі схилом гори через недостатню тягу двигунів). Екіпаж вижив.[35]
- 21 квітня — два Мі-8МТ зіткнулися в повітрі в районі Кандагара при ухиленні від вогню ДШК. 20 людей загинули, 5 вижили.[35]
- 21 квітня — Мі-24 збитий ПЗРК в районі Торшікот. 1 член екіпажу загинув, 1 вижив.[35]
- 22 квітня  — Мі-24 підбитий вогнем противника в ущелині Марульгад та втрачений. Екіпаж вижив.[35]
- 6 травня — Мі-24 зіткнувся зі скелею або збитий ПЗРК під час нічного польоту в районі Аліхейль. 2 члени екіпажу загинули, ще 1 поранений.[35]
- 7 травня — Мі-8МТ вибухнув після зльоту в Лашкаргах. 3 члени екіпажу і 11 пасажирів загинули.[35]
- 18 травня — Мі-24 збитий ПЗРК в районі Аліхейль. 2 члени екіпажу загинули.[35]
- 26 травня — Мі-8МТ підбитий вогнем ЗДУ в районі Кандагара та згорів після вимушеної посадки. Екіпаж вижив.[35]
- 31 травня — Мі-24В збитий ПЗРК в провінції Нангархар. 2 члени екіпажу загинули.[35]
- 1 червня — Мі-8МТ підбитий ПЗРК і згорів після вимушеної посадки. Екіпаж вижив.[35]
- 3 червня — Мі-8МТ збитий ПЗРК в районі аеродрому Кабул. Екіпаж та пасажири вижили.[35]
- 4 червня — Мі-24 збитий ворожим вогнем в районі Джелалабад. 2 члени екіпажу загинули.[35]
- 5 червня — Мі-8МТ розбився вночі при ухиленні від вогню противника в районі Кандагара. 2 члени екіпажу і два пасажири загинули.[35]
- 9 червня — Мі-24П збитий ПЗРК в районі Хост. Екіпаж вижив.[35]
- 21 червня — два Мі-8МТ збиті противником; один збитий вогнем ЗДУ, інший — ПЗРК. Обидва екіпажі вижили, за винятком одного льотчика, який загинув в бою на землі.[35]
- 24 червня — два Мі-24 втрачені при зіткненні зі схилом гори. 2 члени екіпажів загинули, 2 вижили.[35]
- 1 липня — Мі-24П підбитий ПЗРК і розбився при здійснені вимушеної посадки. 1 член екіпажу загинув, 1 помер пізніше від отриманих ран.[35]
- 1 серпня — Мі-6 збитий ПЗРК. 1 член екіпажу загинув.[35]
- 11 серпня — Мі-8МТ обстріляний на посадці, впав з майданчика, загорівся і вибухнув. 1 член екіпажу загинув, ще 1 помер від ран пізніше.[35]
- 28 Серпень — Мі-8МТ знищений на аеродромі Газні при обстрілі.[35]
- 30 серпня — Мі-8МТЯ збитий ПЗРК в районі Кандагара. Екіпаж вижив.[35]
- серпень — Мі-24 зіткнувся із землею та отримав серйозні пошкодження, згодом був списаний.[40]
- 5 вересня — Мі-8МТ потрапив в хмара пилюки, перекинувся і згорів. Екіпаж вижив.[35]
- 15 вересня — Мі-8МТ зачепив скелю та розбився. 1 член екіпажу і 7 пасажирів загинули.[35]
- 29 вересня — Мі-24П збитий ПЗРК «Стінгер» в Кабулі. 2 члени екіпажу загинули.[35]
- 19 жовтня — Мі-24П зачепив законцовкой крила землю та розбився. Екіпаж вижив.[35]
- 30 жовтня — Мі-24П збитий ПЗРК «Стінгер» в Кабулі. 2 члени екіпажу і два пасажири загинули.[35]
- 27 листопада — Мі-8МТ збитий ПЗРК «Стінгер» в районі Асадабад. 2 члени екіпажу і 6 пасажирів загинули, 1 член екіпажу вижив.[35]
- 8 грудня — два Мі-8Т втрачені в районі Хайракот. Один збитий пострілом РПГ, інший розбився на зльоті через перевантаження при евакуації екіпажу або збитий. Обидва екіпажі вижили.[35][41]
- 10 грудня — Мі-24В зіткнувся зі схилом гори в районі Гардез. 1 член екіпажу загинув, 1 вижив.[35]
- 23 грудня — Мі-8МТЯ збитий ПЗРК «Стінгер» в районі Гардез. 1 член екіпажу загинув.[35]

## 1988
- 17 січня — два Мі-24 збиті в районі Яккатут, принаймні один з них збитий ПЗРК «Стінгер». 4 члени екіпажів загинули.[42]
- 21 січня — Мі-8МТ збитий в районі Гардез. 3 члени екіпажу і 4 пасажири загинули.[42]
- 6 лютого — Мі-8МТ розбився на зльоті в районі Гірішік. 2 члени екіпажу і два пасажири загинули, ще 1 член екіпажу помер від ран пізніше.[42]
- 16 лютого — Мі-24В збитий пострілом з РПГ. 2 члени екіпажу загинули.[42]
- 26 лютого — Мі-24В збитий ПЗРК в районі Асадабад. 2 члени екіпажу загинули.[42]
- 29 лютого — Мі-24 збитий ПЗРК «Стінгер» в районі Баграм. 2 члени екіпажу загинули.[42]
- 19 березня — Мі-6 розбився при нічній посадці в Файзабад. екіпаж вижив.[42]
- 18 квітня — Мі-24 збитий ПЗРК «Стінгер» в провінції Лагман. 2 члени екіпажу загинули.[42]
- 23 квітня — Мі-24 збитий вогнем стрілецької зброї та ДШК. Екіпаж вижив.[42]
- 18 липня — Мі-24 розбився на злеті або збитий вогнем ДШК в провінції Герат. 4 члени екіпажу загинули.[42][10]
- 18 липня — Мі-8МТ розбився при заході на посадку. Екіпаж вижив.[10][43]
- 10 серпня — Мі-8МТ згорів при обстрілі аеродрому Пулі-Хумрі.[42]
- 15 серпня — Мі-24В розбився з технічної причини. екіпаж вижив.[42]
- 27 серпня — Мі-24В збитий ПЗРК. 2 члени екіпажу загинули.[42]
- 1 вересня — два Мі-8МТ знищені при обстрілі аеродрому Кабул.[42]
- 4 вересня — Мі-8МТ підбитий в районі Пулі-Хумрі та вибухнув після вимушеної посадки. 3 члени екіпажу загинули.[42][44]
- 1 жовтня — Мі-8МТ збитий ПЗРК «Стінгер» в районі Кабула. 3 члени екіпажу загинули.[42]

## 1989
- 19 січня — Мі-8МТ збитий ПЗРК «Стінгер» в районі Ханабад. 5 членів екіпажу загинули, 1 вижив.[45]
- 1 лютого — Мі-24П розбився в районі перевалу Саланг. 2 члени екіпажу загинули.[45]
- 9 лютого — два Мі-8МТ зачепилися гвинтами за скелі в Македонській ущелину та розбилися. Один екіпаж вижив, інший (3 людини) загинув.[45]

## Статистика
У таблиці наведено загальне число втрат гелікоптерів за роками. Дані О. Ляховського по 40-й Армії (332 гелікоптера) зіставлені з втратами, перерахованими в цьому списку (299 гелікоптерів). За 1985, 1988 і 1989 роки в списку перераховано більше втрат, ніж підтверджується даними Ляховського; можливо, це пояснюється тим, що враховувалися втрати прикордонної авіації, що не входять до числа втрат 40-ї Армії. За іншими роками через неповноту інформації у списку менше втрат, ніж було за даними Ляховського. 
|            | 1979 | 1980 | 1981 | 1982 | 1983 | 1984 | 1985 | 1986 | 1987 | 1988 | 1989 | РАЗОМ |     |
| ---------- | ---- | ---- | ---- | ---- | ---- | ---- | ---- | ---- | ---- | ---- | ---- | ----- | --- |
| Ляховський | 3    | 39   | 22   | 33   | 28   | 49   | 49   | 44   | 49   | 14   | 3    | 332   | 332 |
| Список     | 0    | 35   | 18   | 27   | 20   | 34   | 58   | 41   | 48   | 19   | 4    | 304   | 304 |